# Rottenschwil
Rottenschwil (schweizerdeutsch: rɔtːəʃˈʋiːl) ist eine Einwohnergemeinde im Schweizer Kanton Aargau. Sie gehört zum Bezirk Muri und liegt im Reusstal. 1898 wurde der Weiler Werd eingemeindet.

## Geographie
Rottenschwil ist ein rund zwei Kilometer langes Strassendorf, das sich vom westlichen Ufer der Reuss bis hin zum Wagenrain zieht, einen Hügelzug am Übergang zum Bünztal. Einen halben Kilometer südlich liegt der Weiler Werd. Das Gelände zwischen Fluss und Hügelzug ist geprägt durch die völlig flache Schwemmlandebene der Reuss, die hier früher stark mäandrierte, oft über die Ufer trat und die Felder überflutete. Der alte Flusslauf lässt sich noch heute teilweise erkennen. So folgt die östliche Gemeindegrenze dem Verlauf eines nicht mehr existierenden Flussarms östlich des Flusses. Werd liegt an einer ehemaligen hufeisenförmigen Flussbiegung, Die «Stille Reuss» am Dorfrand von Rottenschwil ist ebenfalls ein hufeisenförmiger Altwasserlauf.
Seit der letzten Etappe der Melioration in den 1970er Jahren ist der Verlauf der Reuss begradigt und vollständig durch Hochwasserschutzdämme begrenzt. Nördlich von Rottenschwil liegt der ein Kilometer lange und bis zu 300 Meter breite Flachsee. Er wurde 1975 beim Bau des Kraftwerks Zufikon künstlich geschaffen und hat sich zu einem idealen Lebensraum für bedrohte Vogel- und Amphibienarten entwickelt. Am Westufer des Sees, der fünf Inseln aufweist, erstreckt sich das Rottenschwiler Moos, ein ausgedehntes Feuchtgebiet, südlich davon liegt das Naturschutzgebiet Giriz Rottenschwil. Ein Sechstel der Gemeindefläche steht unter Naturschutz.
Die Fläche des Gemeindegebiets beträgt 449 Hektaren, davon sind 104 Hektaren bewaldet und 39 Hektaren überbaut. Der höchste Punkt befindet sich auf 454 m ü. M. im Buechwald, der tiefste liegt 379 m ü. M. im Rottenschwiler Moos (also noch tiefer als die Reuss). Nachbargemeinden sind Unterlunkhofen im Norden, Oberlunkhofen im Osten, Jonen im Südosten, Aristau im Süden, Besenbüren im Westen sowie Bremgarten im Nordwesten.

## Geschichte

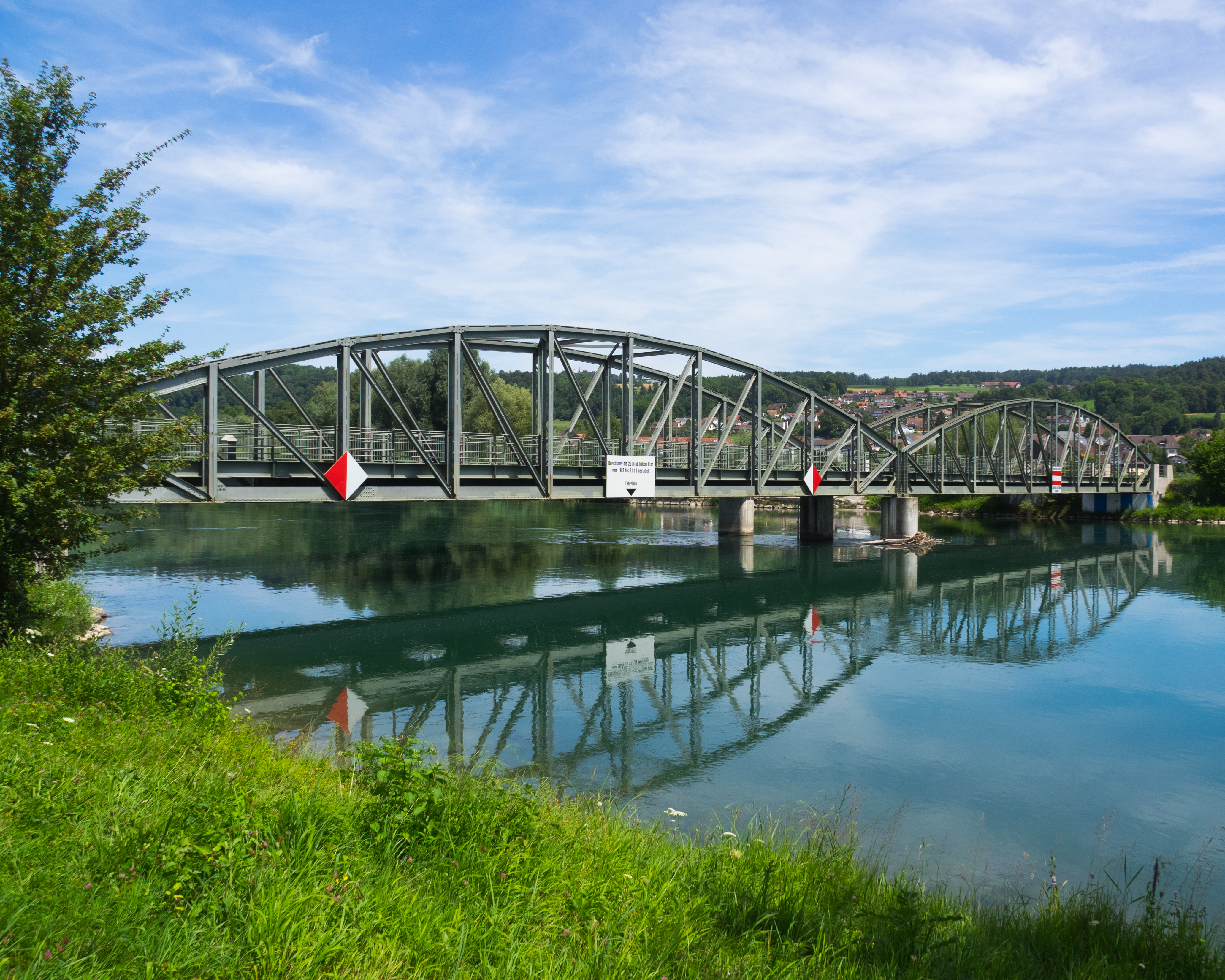
Reussbrücke von Unterlunkhofen nach Rottenschwil

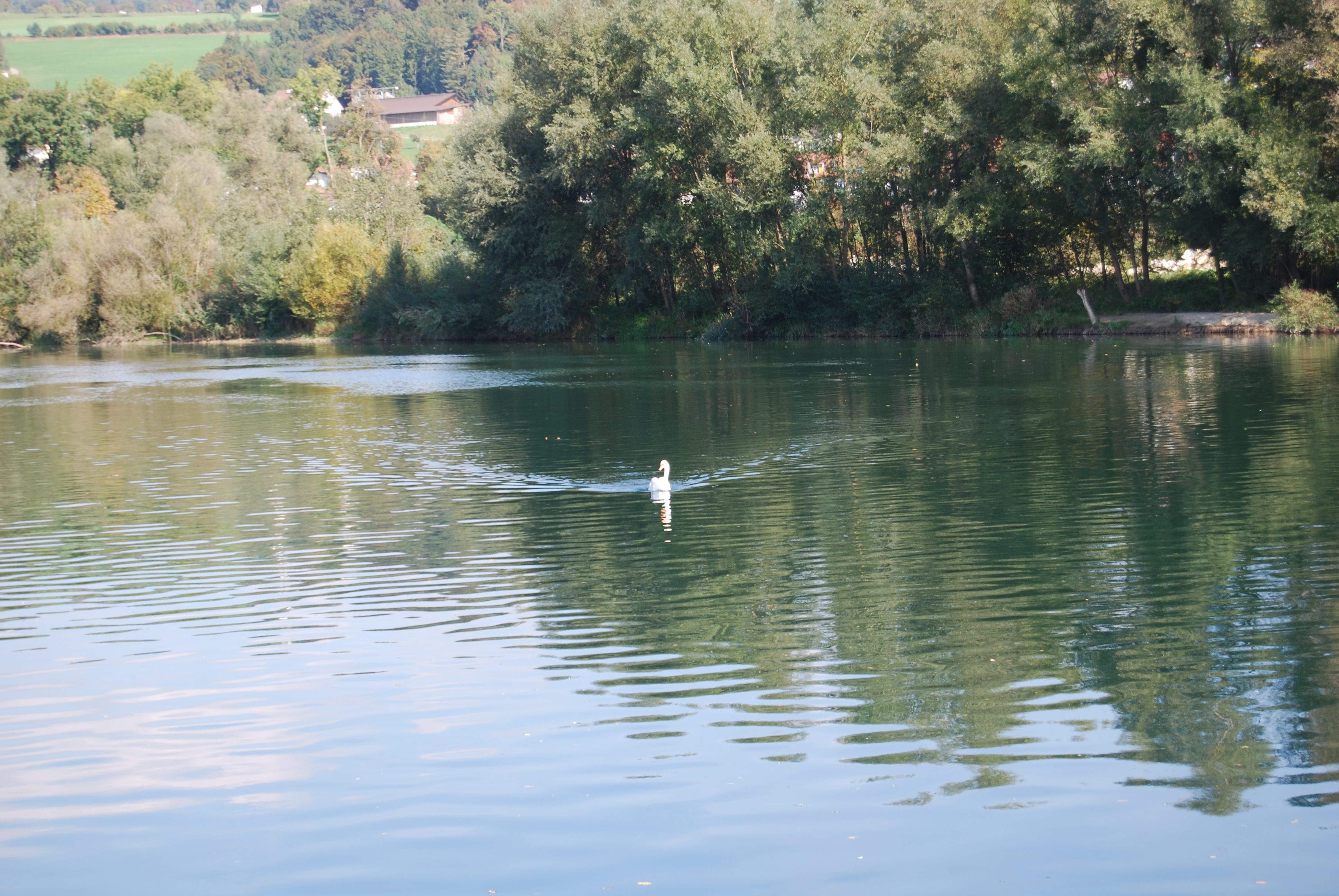
Flachsee unterhalb der Reussbrücke bei Rottenschwil

Im Jahr 1281 erfolgte die erste urkundliche Erwähnung von Rotolfswile, im Habsburger Urbar von 1306 stand die Namensform Rotoswile. Der Ortsname stammt vom althochdeutschen Rotineswilari und bedeutet «Hofsiedlung des Rotin». Wichtigste Grundherren im Mittelalter waren die Klöster Muri und Hermetschwil, Landesherrschaft und hohe Gerichtsbarkeit übten die Habsburger aus. Im Jahr 1415 eroberten die Eidgenossen den Aargau; Rottenschwil war nun Teil des Amtes Hermetschwil in den Freien Ämtern, einer Gemeinen Herrschaft. Werd hingegen gehörte zu zwei Dritteln zum Kelleramt und damit zum Einflussbereich der Stadt Zürich, was häufig zu Rechtsstreitigkeiten führte.
Die folgenden Jahrhunderte waren durch häufige Überschwemmungen und den ständig wechselnden Lauf der Reuss geprägt. 1682 zerstörte ein Grossbrand ganz Rottenschwil. Im März 1798 nahmen die Franzosen die Schweiz ein und riefen die Helvetische Republik aus. Rottenschwil wurde eine Gemeinde im Distrikt Bremgarten des kurzlebigen Kantons Baden, während Werd Teil der Gemeinde Aristau im Distrikt Muri war. Nach der Gründung des Kantons Aargau im Jahr 1803 bildeten beide Dörfer je eine eigene Gemeinde.
Rottenschwil und Werd blieben bis weit ins 20. Jahrhundert hinein landwirtschaftlich geprägt. Nachdem sich die Bevölkerungszahl in der ersten Hälfte des 19. Jahrhunderts noch verdoppelt hatte, nahm sie in der Folge stets ab. Selbst der von der Kantonsregierung am 23. Mai 1898 verfügte Zusammenschluss beider Gemeinden konnte diesen Trend nicht stoppen. Die mindestens seit 1312 bestehende Fähre über die Reuss wurde 1907 durch eine Brücke ersetzt. Ab 1980 begann aufgrund der Nähe zur Stadt Zürich eine rege Bautätigkeit, innerhalb von 20 Jahren stieg die Bevölkerungszahl um mehr als das Zweieinhalbfache.
Ein wichtiges Anliegen war stets die Bändigung der frei fliessenden Reuss gewesen. Doch auch nach der ersten Melioration von 1861 bis 1863 kam es immer wieder zu Dammbrüchen und Überschwemmungen. Erst die zweite Reusstalsanierung von 1972 bis 1983 löste das Problem endgültig. Der Kraftwerkneubau von Zufikon im Jahr 1975 sorgte für einen Rückstau und damit eine langsamere Fliessgeschwindigkeit, dadurch entstand der Flachsee.

## Wappen
Die Blasonierung des Gemeindewappens lautet: «In Blau über drei weissen Wellen weisser Hecht, überhöht von sechsstrahligem weissem Stern.» Das Wappen erschien bereits 1811 auf dem Gemeindesiegel, jedoch war nicht klar ersichtlich, um welche Art Fisch es sich handelt. Der Hecht kam erstmals 1978 als Wappentier zur Anwendung, wohl in Anlehnung an den bereits im 14. Jahrhundert erwähnten Gasthof zum Hecht. 2002 wurden die Schuppen des Hechts weggelassen.

## Bevölkerung
Die Einwohnerzahlen entwickelten sich wie folgt:
| Jahr      | 1803 | 1850 | 1900 | 1930 | 1950 | 1960 | 1970 | 1980 | 1990 | 2000 | 2010 | 2020 |
| Einwohner | 257  | 518  | 403  | 382  | 274  | 278  | 292  | 305  | 613  | 806  | 810  | 911  |

Am 31. Dezember 2023 lebten 946 Menschen in Rottenschwil, der Ausländeranteil betrug 17,1 %. Bei der Volkszählung 2015 bezeichneten sich 46,9 % als römisch-katholisch und 21,1 % als reformiert; 32,0 % waren konfessionslos oder gehörten anderen Glaubensrichtungen an. 94,3 % gaben bei der Volkszählung 2000 Deutsch als ihre Hauptsprache an, 1,2 % Portugiesisch, je 1,0 % Italienisch und Französisch.

## Politik und Recht
Die Versammlung der Stimmberechtigten, die Gemeindeversammlung, übt die Legislativgewalt aus. Ausführende Behörde ist der fünfköpfige Gemeinderat. Er wird im Majorzverfahren vom Volk gewählt, seine Amtsdauer beträgt vier Jahre. Der Gemeinderat führt und repräsentiert die Gemeinde. Dazu vollzieht er die Beschlüsse der Gemeindeversammlung und die Aufgaben, die ihm vom Kanton zugeteilt wurden. Für Rechtsstreitigkeiten ist in erster Instanz das Bezirksgericht Muri zuständig. Rottenschwil gehört zum Friedensrichterkreis XIII (Muri).

## Wirtschaft
In Rottenschwil gibt es gemäss der im Jahr 2015 erhobenen Statistik der Unternehmensstruktur (STATENT) rund 170 Arbeitsplätze, davon 19 % in der Landwirtschaft, 17 % in der Industrie und 64 % im Dienstleistungssektor. Die meisten Erwerbstätigen sind Wegpendler und arbeiten in den umliegenden Gemeinden oder in der Agglomeration der Stadt Zürich.

## Verkehr
Obwohl das Dorf abseits des Durchgangsverkehrs liegt, ist es verkehrstechnisch gut erschlossen. Im Südwesten des Gemeindegebiets verläuft die Kantonsstrasse 296 zwischen Bremgarten und Sins. Die Kantonsstrasse 358 führt durch das Dorf und über die Reussbrücke nach Unterlunkhofen zur Hauptstrasse Bremgarten–Affoltern am Albis. Rottenschwil ist durch die Postautolinien Muri–Zürich-Wiedikon und Wohlen–Muri an das Netz des öffentlichen Verkehrs angeschlossen.

## Bildung
Die Gemeinde verfügt über einen Kindergarten und eine Primarschule. Die Sekundarschule und die Realschule können in Jonen besucht werden, die Bezirksschule in Bremgarten. Das nächstgelegene Gymnasium ist die Kantonsschule Wohlen.

## Persönlichkeiten
- Willi Neuenschwander (1929–2003), Politiker